# Établissement du matériel de Moulins
Reconstruit en 1920 comme atelier de chargement de munitions, l’ETAMAT de Moulins est intégré à la 13e Base de Soutien du Matériel le 1er juillet 1999